# Bus, Hörby kommun
Bus är en by i Hörby kommun. Byn stavade under en tid[när?] namnet som Buus. 

## Personer
I byn bodde den svenska skådespelarskan Amanda Ooms under ett par år som ung. I Buus gamla folkskola bodde även en tid Mats och Unni Drougge.